# Bartosz Orzechowski

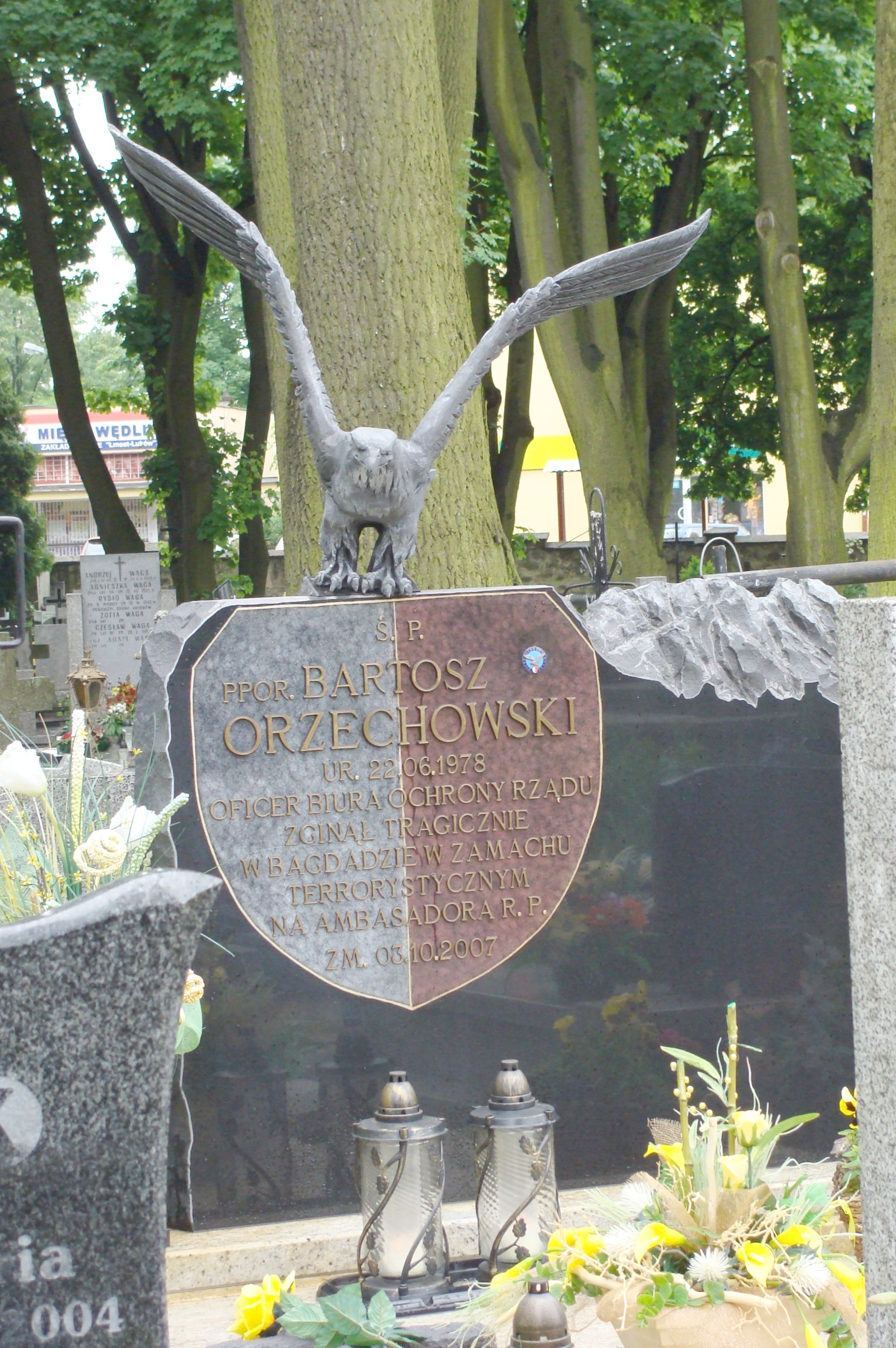
Nagrobek Bartosza Orzechowskiego. Cmentarz przy ul. Peowiaków w Zamościu

Bartosz Orzechowski (ur. 22 czerwca 1978 w Zamościu; zginął 3 października 2007 w Bagdadzie) – plutonowy Biura Ochrony Rządu, pośmiertnie awansowany na podporucznika BOR. Zginął w zamachu na konwój z polskim ambasadorem Edwardem Pietrzykiem w Iraku.
Bartosz Orzechowski w formacji BOR służył od marca 2003; w Iraku był od początku maja 2007. Podczas zamachu, zasłaniając własnym ciałem ambasadora, odniósł bardzo poważne obrażenia, w wyniku których zmarł w szpitalu. Zginął trzy tygodnie przed planowanym powrotem do kraju. 
Został pochowany w grobie rodzinnym na cmentarzu parafialnym przy ulicy Peowiaków w Zamościu. Mszę pogrzebową celebrował biskup polowy Tadeusz Płoski. W uroczystościach udział wzięli m.in. prezydent Lech Kaczyński, minister spraw zagranicznych Anna Fotyga, minister spraw wewnętrznych i Administracji Władysław Stasiak oraz p.o. szef Biura Bezpieczeństwa Narodowego gen. Roman Polko. 

## Odznaczenia
- Krzyż Komandorski Orderu Krzyża Wojskowego (pośmiertnie, 2007)[1][3]
- Gwiazda Iraku (pośmiertnie, 2012)[4]